# Casa-fàbrica Serrallach
La casa-fàbrica Serrallach era un edifici situat al carrer Nou de la Rambla, 58 del barri del Raval de Barcelona, actualment desaparegut.

## Història i descripció

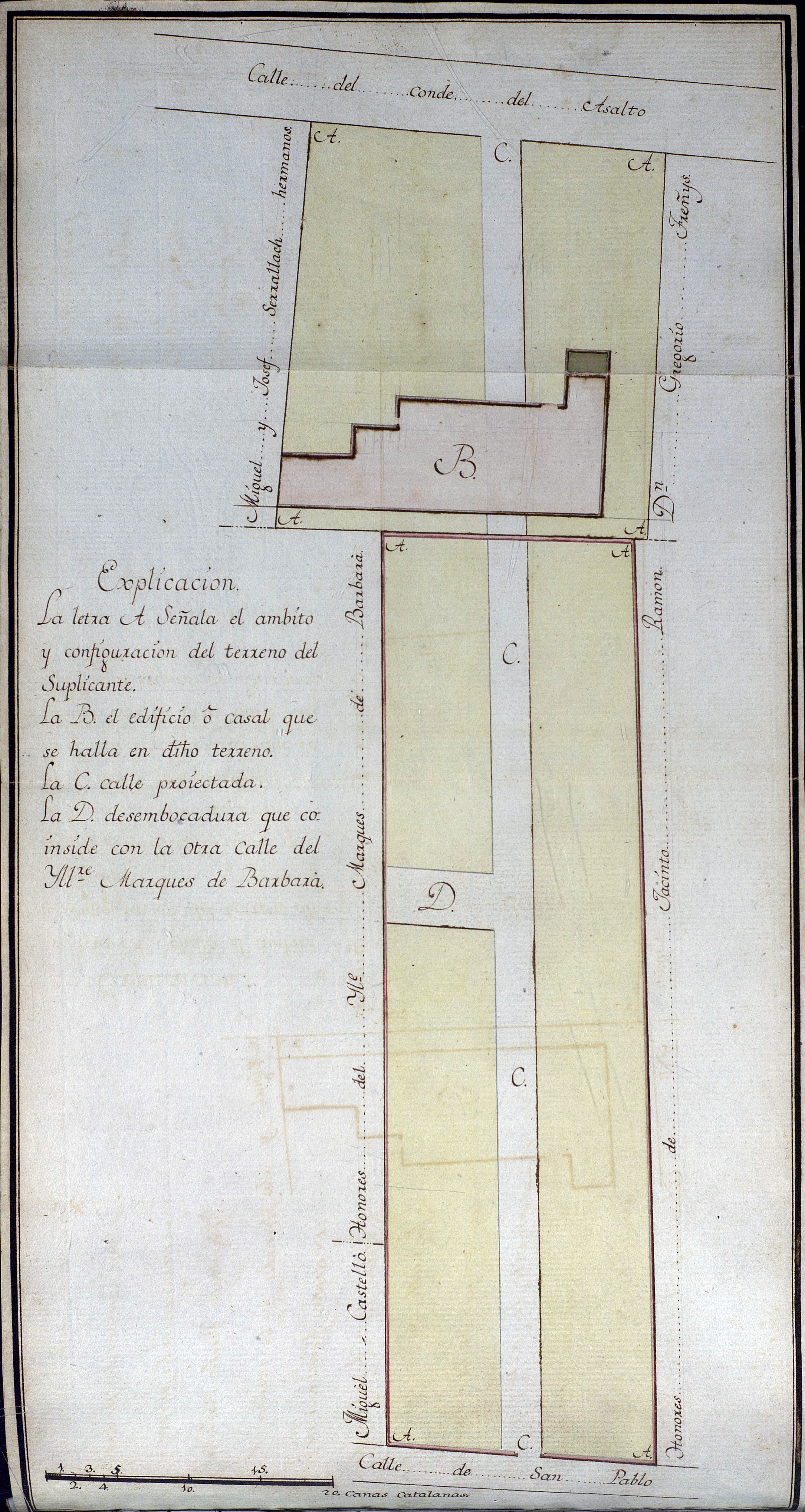
Projecte del carrer de Sant Oleguer. La lletra B correspon a la fàbrica d'indianes de Gregori French

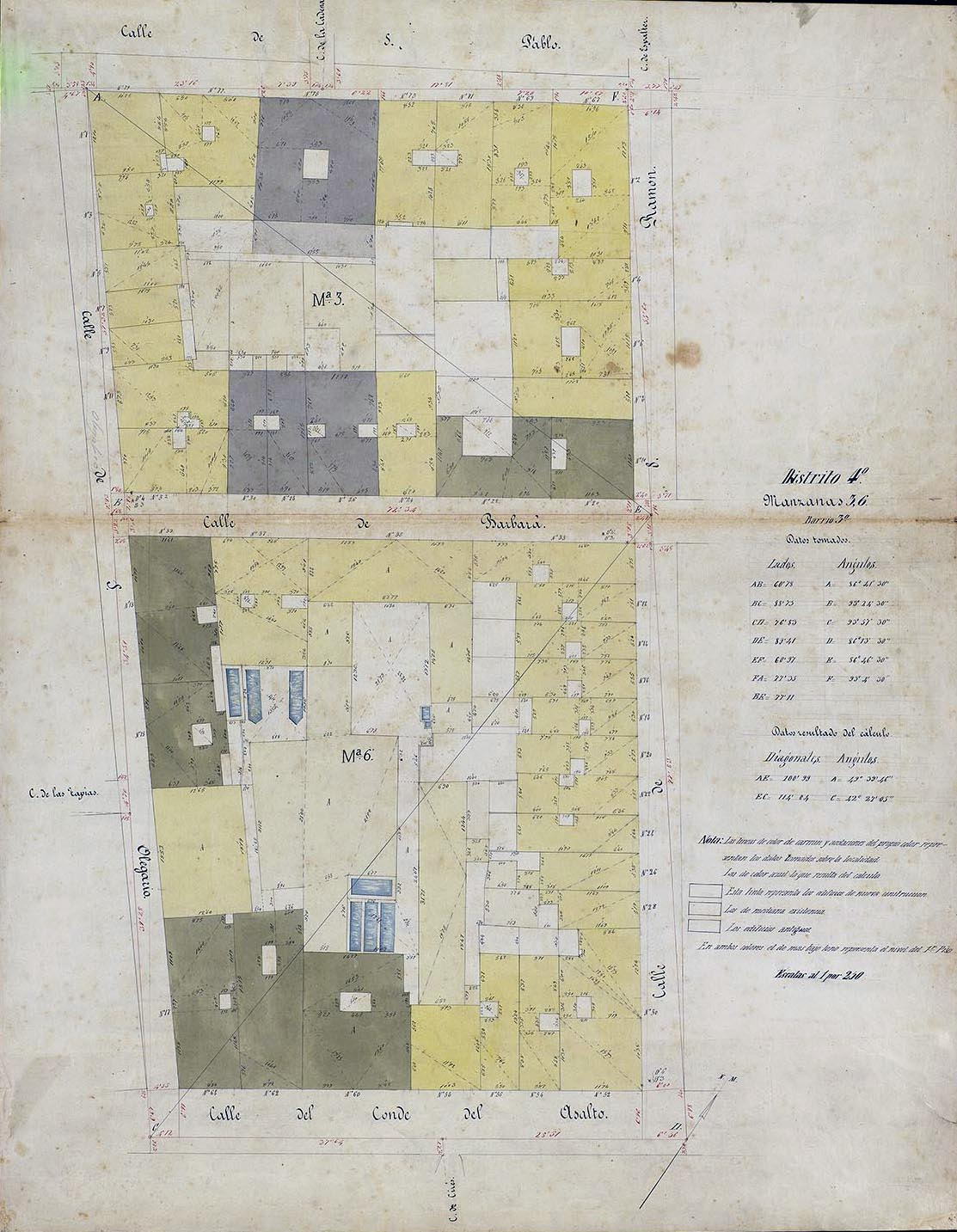
Quarteró núm. 90 de Garriga i Roca (c. 1860)

El 1787, els fabricants Francesc i Josep Serrallach van fer instal·lar al seu prat d'indianes a la Marina del Prat Vermell una innovadora màquina per a pouar aigua, dissenyada pel fuster maquinista Pere Gamell (membre de l'Acàdemia de Ciències i Arts), i de la que no van estalviar elogis: «en los prados de indianas en que no hay agua corriente solo nos habiamos valido hasta ahora de las norias regulares, ó de la máquina llamada bomba de cadena, pero ni una ni otra daban bastante agua para un prado de cabida de mil piezas de indianas: para conservar dichas máquinas era preciso mantener dos caballos que alternaban en el trabajo continuamente; como muy a menudo se necesita gran copia de agua limpia, era preciso fabricar un zafareche ó estanque que tenia mucho gasto por ser el terreno floxo y arenisco; en las norias regulares se habian de mudar las sogas de esparto á los doce dias de su uso, y a veces se rompian improvisadamente cayendo abajo todos los cangilones, de los que se necesitaban muchos al cabo de un año; […] la máquina de bomba tenía una cadena de hierro que cuando se rompia hacia parar el trabajo por mucho tiempo […] Pero nada de esto sucede con la máquina hidráulica de D. Pedro Gamell, la que hemos plantificado en nuestro prado de indianas y blanqueo de hilos de nuestra Señora del Puerto: esta máquina sube el agua de ocho palmos de profundidad; cada minuto saca unas 70 arrobas; para hacerla andar es suficiente un caballo regular que puede emplearse en otros trabajos, pues en esta maniobra solo se ocupa dos horas; su construccion es tan sólida en todas sus partes, que no se necesita hacer gasto alguno en muchos años; y estamos observando, que por la mucha abundancia de agua que nos facilita esta nueva invencion, se trabaja ahora en una semana lo mismo que antes en tres; [...]»
El 1791, Josep Serrallach va adquirir en emfiteusi a Gregori French una porció de terreny amb front al carrer Nou de la Rambla que incloïa una part de la seva fàbrica (descrita en els documents notarials com «una part de casas vellas […] ab un pati ab un portal fora obrint»), i va cedir la meitat de la propietat al seu germà Tomàs. Poc després, va obtenir l'establiment d'una altra porció de terreny al marquès de Barberà, i en aquest indret, van fer construir una casa-fàbrica, descrita com a «totas aquellas casas ab tres portals exteriors, ab una quadra gran al detras de ellas, y un asseguant õ celobert á manera de corredor en què hi ha un cubert dit lo quarto dels colors á la part de orient de dita quadra, tot fabricat de nou […] en lo Carrer del Comte del Assalto.»
Segons el Diario de Barcelona, al segon pis era instal·lada la fàbrica amb privilegi reial de mitges de seda i altres gèneres de punt de Lluís Castan i Francesc Ruelen, que el 1802 van anunciar que hi tenyien el cotó de vermell, tot i que en aquest cas no van demanar el privilegi. A l'Arxiu General de Simancas es conserva una mostra del producte, enviada pels fabricants a la Junta General de Comerç i Moneda.
El 1793, la raó social Josep Serrallach i Cia es va declarar en fallida, i el 1794 es va establir una primera concòrdia amb els seus creditors. El 1803, Josep i Tomàs Serrallach van vendre la propietat al fabricant d'indianes Josep Gelabert per 28.000 lliures barcelonines, a pagar en diversos terminis durant quatre anys. Paral·lelament, Tomàs es va personar en el litigi iniciat pel Capítol de la Catedral de Barcelona contra Gregori French per la possessió del terreny. El 1806 es va establir una segona concòrdia entre Josep Serrallach i la «massa de creditors», representada pel síndic Josep Gironella, segons la qual aquest rebria de Gelabert les 9.471 lliures que li devia al primer per la venda de la casa-fàbrica i Francesc Serrallach cobraria 850 lliures pel lloguer del prat d'indianes a la societat el 1785.
Finalment, la casa-fàbrica va ser enderrocada cap al 1989, afectada pel PERI del Raval al sector «Illa de Sant Ramon».

## Descripció
Es tractava d'un edifici format per un cos de planta baixa i tres pisos (més un àtic remuntat posteriorment) afrontat al carrer i una llarga «quadra» de planta baixa i dos pisos a l'interior d'illa, compartimentada en habitatges. La façana presentava una composició simple de tres obertures per planta, amb balcons de llosanes de pedra i baranes de ferro forjat amb barrots helicoidals als extrems.